# Centre for Women, Ageing and Media
Le Centre for Women, Ageing and Media (WAM) a été créé en 2010 à l'université du Gloucestershire en Angleterre.
Il s'inscrit dans une prolifération des recherches sur les aspects sociaux et culturels du vieillissement, ayant principalement cours au Royaume-Uni et aux États-Unis. Les membres de WAM proposent des études et réflexions au croisement des enjeux du vieillissement, de la culture populaire et des représentations des femmes.

## Historique
Le centre est né d'une association entre des chercheuses des universités de Gloucestershire, West of England et York (Royaume-Uni) ayant obtenu une bourse de partenariat (de AHRC au Royaume-Uni) pour développer un réseau de chercheurs qui étudient les femmes âgées comme consommatrices, productrices et sujets de la culture populaire.

## Vision et thèmes des recherches
Une part importante des études et politiques sur le vieillissement sont faites du point de vue de la santé (i.e. les champs de la gérontologie, de l'économie, des soins de santé). L'objectif de WAM est de contribuer à cette construction du savoir d'un point de vue féministe et d'études culturelles. Ses membres mènent des recherches sur les femmes âgées dans la culture populaire et proposent des interprétations nuancées des représentations et des expériences vécues du vieillissement. Elles se penchent sur les représentations et les discours entourant le vieillissement en Occident (circulant dans les bulletins de nouvelles, sur Internet, dans les films, à la télévision, en musique, en mode) qui créent une vision partielle du vieillissement et renforcent l'âgisme et les divisions générationnelles, et entretiennent l'absence de sensibilisation entourant la diversité,.

## Participation universitaire et publique
WAM s'associe à de grands réseaux de recherche sur le vieillissement, comme ENAS et NANAS, des réseaux respectivement européen et nord-américain. Ses membres contribuent aux discussions dans l'espace public en accordant des entrevues à des journaux, des médias communautaires (i.e. émission radio Older Women Live) et des blogues,,,. WAM a aussi participé au lancement d'une charte contre l'âgisme et le sexisme dans les médias (Charter against ageism and sexism in the media, développée de pair avec le National Union of Journalists and Women in Journalism anglais).
WAM a mis sur pied et participé à quelques colloques et symposiums (i.e. Crossing Cultures, NANAS conference) et tient annuellement une école d'été (à l'université de Gloucestershire) qui regroupe des universitaires et des étudiants de différents institutions autour des thèmes du vieillissement, des femmes et des études médiatiques. Le centre soutient également une revue étudiante, intitulée Postgraduate Journal of Women, Ageing and Media. L'affiliation des membres est mentionnée dans leurs livres, articles et aux conférences auxquelles elles participent (i.e. Better Lives (U. of the Arts, London).
La contribution la plus significative du Centre aux débats publics à propos des femmes âgées dans les médias est le WAM Manifesto, qui se concentre sur six éléments : 
1. que les secteurs public et universitaire reconnaissent la misogynie dans les médias;
2. que les médias aspirent à une représentation diversifiée de l'âge dans une vision non consumériste;
3. que la diversité se base sur une analyse intersectionnelle de la race, la classe, le genre, la sexualité, et soit mise en actes par les politiques publiques;
4. que les femmes âgées soit incluses dans les processus de création de sens entourant leur image;
5. que les chercheurs produisent des recherches intergénérationnelles;
6. que les femmes âgées soient davantage présentes dans les recherches et dans les médias.

Ce manifeste a été présenté par Ros Jennings au New Dynamics of Ageing, Ageism and Sexism in the Media en 2012 à Londres.
À la suite de la création de ce manifeste, deux fondatrices de WAM, Josephine Dolan et Estella Tincknell, ont été invitées à soumettre une contribution et à agir comme expertes au comité de la Chambre des Lords sur le thème Women in News and Current Affairs Broadcasting. Elles ont fait sept recommandations, qui sont prises en compte dans le document final,.
On trouve également une autre intervention gouvernementale dans le rapport Representing Older Women in the Media: the Key Issues, rédigé pour la commission sur les femmes âgées dans les médias.